# Quechua (biljni rod)
Quechua je monotipski biljni rod iz porodice kaćunovki, čiji je jedini predstavnik Quechua glabrescens, vrsta koji je prvi puta opisana 1971. pod imenom Spiranthes glabrescens, da bi 2012 bila uključena u novi zasebni rod Quechua.
Lukovičasti geofit iz Perua.

## Sinonimi
- Beadlea glabrescens (T.Hashim.) Garay
- Cyclopogon glabrescens (T.Hashim.) Dodson, Brako & Zarucchi
- Spiranthes glabrescens T.Hashim.